# فالونتين كاتاييف
فالونتين بيتروفيتش كاتاييف (بالروسية: Валентин Петрович Катаев) هو كاتب روسي وسوفيتي. ولد في 28 يناير عام 1897 وتوفي في 12 أبريل عام 1986.

## حياته وأعماله
ولد كاتاييف في أوديسا (الإمبراطورية الروسية آنذاك وأوكرانيا حاليا).
بدأ يكتب وهو ما يزال في دراسته العليا. كان مؤيدا لحزب اتحاد الشعب الروسي. كتب شعرا وطنيا ومعاديا للسامية (ولكن فيما بعد، تزوج من امرأة يهودية).
بعد ثورة أكتوبر، دخل إلى الجيش الأحمر حيث قاتل ضد الجنرال أنطون دينيكين.

## روابط خارجية
- فالونتين كاتاييف على موقع IMDb (الإنجليزية)
- فالونتين كاتاييف على موقع الموسوعة البريطانية (الإنجليزية)
- فالونتين كاتاييف على موقع مونزينجر (الألمانية)
- فالونتين كاتاييف على موقع ميوزك برينز (الإنجليزية)
- فالونتين كاتاييف على موقع قاعدة بيانات برودواي على الإنترنت (الإنجليزية)
- فالونتين كاتاييف على موقع ديسكوغز (الإنجليزية)
- فالونتين كاتاييف على موقع قاعدة بيانات الفيلم (الإنجليزية)